# 利斯托帕迪夫卡
49°45′24″N 28°25′9″E / 49.75667°N 28.41917°E
利斯托帕迪夫卡（羅馬化：Lystopadivka）是烏克蘭的村落，位於該國西南部文尼察州，由赫米利尼克區負責管轄，始建於1847年，面積0.48平方公里，海拔高度300米，2001年人口88，人口密度每平方公里183.33人。